# Sauber C13
A Sauber C13 egy Formula–1-es versenyautó, amelyet a Sauber által tervezett André de Cortanze és Leo Ress az 1994-es Formula–1 világbajnokságra. Az autót Mercedes-Benz 3.5l V10-es motor hajtotta. Az autó pilótái a szezon során Karl Wendlinger, Andrea de Cesaris, JJ Lehto és Heinz-Harald Frentzen voltak. Frentzen vezette végig a szezon során a C13-at.
A monacói nagydíjon Karl Wendlinger súlyos balesetet szenvedett el, aminek következtében a pilóta több hétig élet és halál között lebegett. Emiatt a spanyol nagydíjtól kezdődően magasított oldalú cockpiteket kezdtek el használni, hogy ez még egyszer ne fordulhasson elő. Az 1996-os idénytől kezdődően ez valamennyi csapatnak kötelező is lett, és egészen 2017-ig ezt használták, majd 2018-tól integrálták a fejvédő keretbe.
A csapat névadó szponzora az idény elején a Broker volt, a francia nagydíjtól kezdve azonban megszüntették a támogatást, a helyükre a Tissot került.

## Eredmények
(Táblázat értelmezése)

(Félkövér: pole-pozícióból indult; dőlt: leggyorsabb kört futott) 

| Év   | Csapat                 | Motor                   | Gumi | Versenyzők            | 1   | 2   | 3   | 4   | 5   | 6   | 7   | 8   | 9   | 10  | 11  | 12  | 13  | 14  | 15  | 16  | Pont | Helyezés |
| ---- | ---------------------- | ----------------------- | ---- | --------------------- | --- | --- | --- | --- | --- | --- | --- | --- | --- | --- | --- | --- | --- | --- | --- | --- | ---- | -------- |
| 1994 | Broker Sauber Mercedes | Mercedes-Benz 2175B V10 | G    |                       | BRA | PAC | SMR | MON | ESP | CAN | FRA | GBR | GER | HUN | BEL | ITA | POR | EUR | JPN | AUS | 12   | 8.       |
| 1994 | Broker Sauber Mercedes | Mercedes-Benz 2175B V10 | G    | Karl Wendlinger       | 6   | KI  | 4   | NK  |     |     |     |     |     |     |     |     |     |     |     |     | 12   | 8.       |
| 1994 | Broker Sauber Mercedes | Mercedes-Benz 2175B V10 | G    | Andrea de Cesaris     |     |     |     |     |     | KI  | 6   | KI  | KI  | KI  | KI  | KI  | KI  | KI  |     |     | 12   | 8.       |
| 1994 | Broker Sauber Mercedes | Mercedes-Benz 2175B V10 | G    | JJ Lehto              |     |     |     |     |     |     |     |     |     |     |     |     |     |     | KI  | 10  | 12   | 8.       |
| 1994 | Broker Sauber Mercedes | Mercedes-Benz 2175B V10 | G    | Heinz-Harald Frentzen | KI  | 5   | 7   | NK  | KI  | KI  | 4   | 7   | KI  | KI  | KI  | KI  | KI  | 6   | 6   | 7   | 12   | 8.       |